# Istrinský rajón
Istrinský rajón (rusky Истринский район) je jedním z rajónů Moskevské oblasti v Rusku. Jeho administrativním centrem je město Istra. V roce 2010 zde žilo 114 298 obyvatel.

## Geografie
Sousedí s rajóny Krasnogorským, Solnečnogorským, Klinským, Volokolamským, Ruzským a Odincovským. Rajón se skládá ze 14 samosprávných obecních obvodů, z toho jsou 3 městské a 11 vesnických.